# Ty, le tigre de Tasmanie 4 : Le retour de Opération Sauvetage
Ty, le tigre de Tasmanie 4 (Ty the Tasmanian Tiger 4) est un jeu vidéo de plates-formes développé et édité par Krome Studios, sorti en 2015 sur Windows.